# Othello (Dvořák)
Othello (Othello, koncertní ouvertura) è un'ouverture da concerto , Op. 93, B. 174, scritta da Antonín Dvořák nel 1892 come terza parte di una trilogia di ouverture intitolate Natura, vita e amore. Le prime due parti della trilogia sono Nel regno della natura, op. 91 ("Natura") e Carnival, op. 92 ("Vita").

## Orchestrazione
L'ouverture è orchestrata per due flauti (Flauto I raddoppia l'ottavino), due oboi, corno inglese, due clarinetti in la, due fagotti, quattro corni, due trombe, tre tromboni, tuba, timpani, grancassa, piatti, arpa e archi.